# 中国工农红军第五军团
中国工农红军第五军团，简称红五军团，中国工农红军主力部队之一。

## 简介
1931年12月，奉命进攻中央苏区的国民革命军第二十六路军（原冯玉祥西北军一部）在江西宁都发动暴动，加入红军，被改编为中国工农红军第五军团。军团总指挥季振同、政治委员萧劲光、副总指挥董振堂、参谋长赵博生、政治部主任刘伯坚。全军团共17000人，属红一方面军编制。下辖
- 红十三军，军长董振堂（兼），政治委员邝朱权；
- 红十四军，军长赵博生（兼）、政治委员黄火青；
- 红十五军，军长黄中岳、政治委员左权。

1932年3月12日，根据中革军委指示，红三军团改辖红三军和红十三军，不久，又将红三军划归红一军团。1933年6月，中央红军进行整编，取消军一级编制，红五军团下辖第十三师、第十四师和第三十四师。此时各级主官为：军团长董振堂、政治委员朱瑞（后李卓然代）、参谋长郑如岳（后李屏仁代）、政治部主任刘伯坚、供给部长胡南生。
- 十三师师长陈伯钧、政治委员谢良；
- 十四师师长程子华（后张宗逊代）、政治委员朱良才；
- 三十四师师长陈树湘。该师是纯闽西红军，1933年3月由福建军区第55、56、57师合编为红12军34师，首任师长周子昆兼，政治委员谭震林兼，下辖第100团(团长韩伟、政委范世英)、101团(团长陈树湘、政委杨一实)、102团(团长吕贯英、政委程翠林)。1934年2月编入红五军团。1934年4月，师长由101团团长陈树湘接任，参谋长为王光道，政治部主任为刘英。

1934年10月10日，红五军团开始长征，当时的各级主官为：军团长董振堂、政治委员李卓然、中央代表陈云、参谋长陈伯钧、政治部主任曾日三，下辖两个师：
- 第十二师师长陈伯钧（兼任）、政治委员谢良；
- 第三十四师师长陈树湘、政委程翠霖、参谋长王光道。第100团团长韩伟。

在长征期间，红五军团主要负责殿后任务，是各部队中损失最重的一支。红34师为红五军团的后卫师。1934年11月16日军委纵队离开道县, 开始向湘江渡口方向行进，34师被要求留在原地"坚决阻止尾追之敌"，以掩护行动缓慢并且走了弯路的第八军团，同时担任整个中央红军的后卫。命令还特别指示34师："万一被敌截断，返回湖南发展游击战争。"34师在文市镇以东地区，与追击的国民党中央军周浑元部激战持续到12月1日。1934年12月1日，根据军委电示34师完成阻击战，向东突围，在优势敌军重重围困中最终全军覆没。
1934年12月26日黎平会议后，红八军团撤销，全体编入红五军团。1935年2月9日遵义会议后，红五军团撤销师一级编制，缩编为三个团。
1935年7月，红一方面军和红四方面军会师后，红五军团改称“红五军”，军长董振堂、代理政治委员曾日三、代理参谋长曹里怀。1935年11月红一、四方面军分离后，红五军随红四方面军行动，与原属红四方面军的红三十三军合编为新的红五军，属红四方面军编制，后随红四方面军北上。1936年10月22日，红军三大主力在甘肃会宁会师后，红五军随同四方面军主力西渡黄河，作为西路军的一部进军甘肃，在战斗中损失殆尽，两任军长董振堂、孙玉清均死于河西。